# 일본인의 정리
일본인의 정리(프랑스어: Théorème japonais, 日本人의 定理)는 유클리드 평면 기하학의 정리이다.
어떠한 원에 내접하는 다각형을 삼각형분할(triangulation)할 때, 분할의 방법에 상관없이 분할된 삼각형들의 내접원의 반지름 합은 일정하며 이 명제의 역도 성립한다. 즉, 이러한 조건을 만족하는 다각형은 어떤 원에 내접하는 다각형이다.
|                                               |  |
| 녹색 원들의 반지름 합 = 적색 원들의 반지름 합 |  |

이 정리는 카르노의 정리를 이용하여 증명할 수 있다. 일본의 고전 수학서인 《산가쿠》(算額, 산액)에 등장하는 정리이므로 '일본인의 정리'라는 이름이 붙었다.

## 같이 보기
- 카르노의 정리
- 데카르트 정리
- 중국인의 나머지 정리